# Cách mạng Nga (1905)

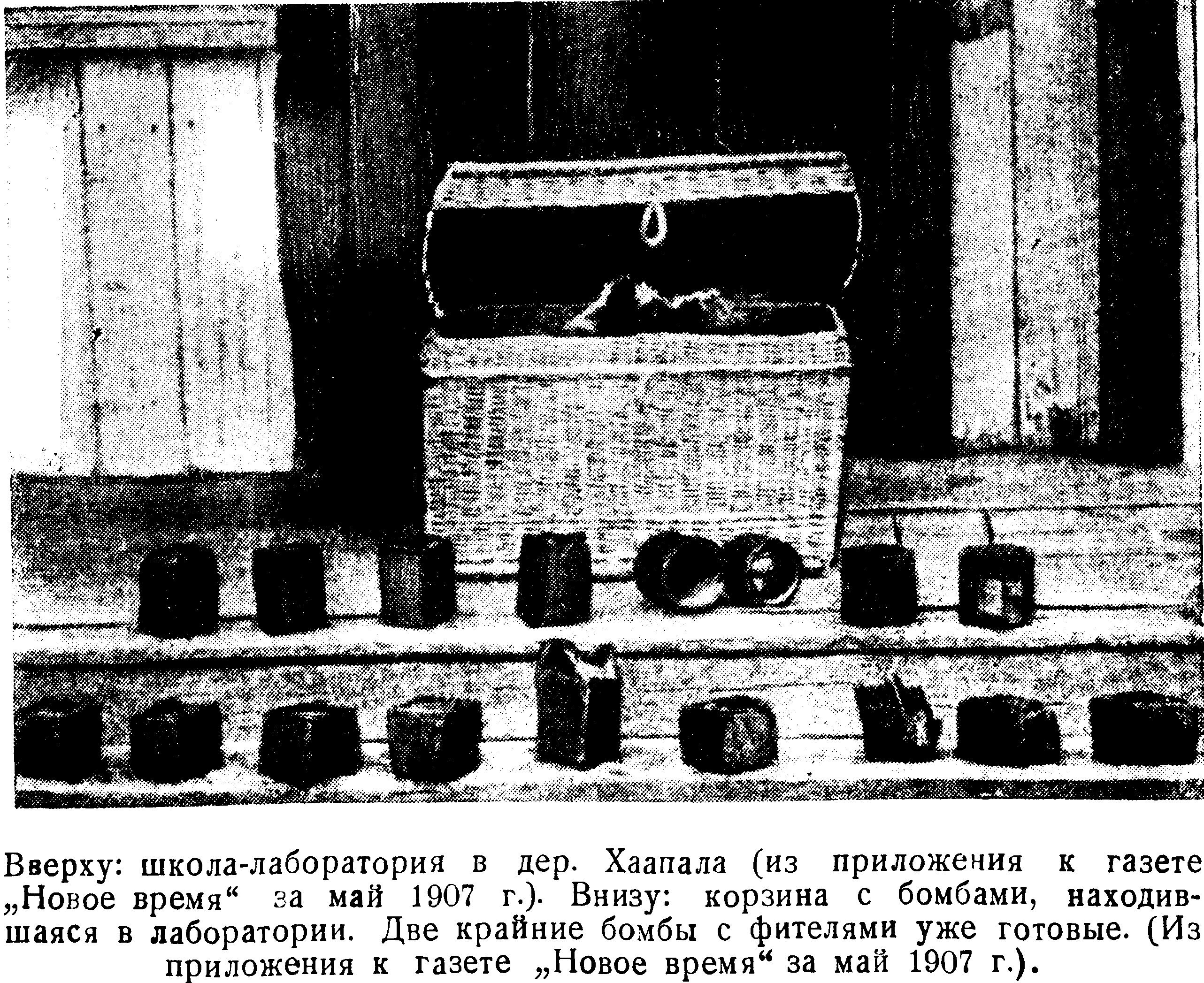
Những quả bom được tìm thấy trong phòng thí nghiệm các chất nổ của các nhà cách mạng. 1907

Cách mạng Nga (1905) là cuộc cách mạng dân chủ đầu tiên trong lịch sử Nga, diễn ra từ 1905 đến 1907. Cuộc Cách mạng vô sản và xã hội chủ nghĩa này nhằm mục đích đánh đổ chế độ quân chủ chuyên chế Sa hoàng, thành lập nước Cộng hoà Dân chủ, tịch thu ruộng đất của địa chủ chia cho dân cày, ngày làm việc 8 giờ, thực hiện các quyền tự do dân chủ,… nhưng thất bại do sự trấn áp của Chính phủ Quốc gia thời ấy. 
Cách mạng (1905) được xem là cuộc tổng diễn tập tạo đã cho thắng lợi của cuộc Cách mạng Nga (1917).

## Hoàn cảnh

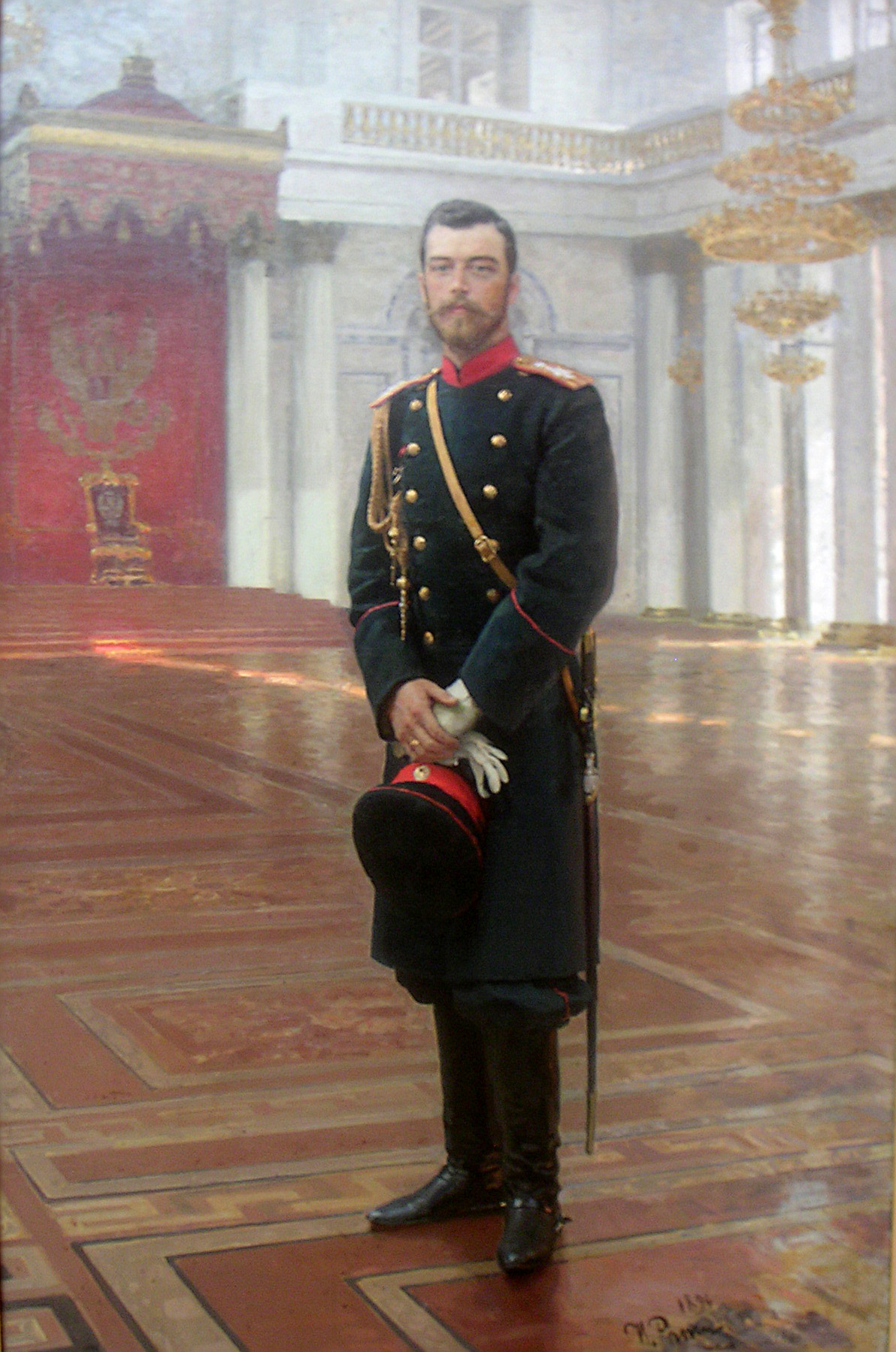
Hoàng đế Nikolai II (1868 - 1918)

Ở các nước Tây Âu, những cuộc cách mạng tư sản bùng nổ, cuộc cách mạng công nghiệp phát triển lớn mạnh. Những sự kiện này đã ảnh hưởng đến đế quốc Nga: triều đình Nga thực hiện một số cải cách quan trọng, chế độ nông nô bị bãi bỏ, công cuộc công nghiệp hóa được thực hiện, hiến pháp được cải cách. Mặc dù vậy, những cải cách này không đánh sập được chế độ phong kiến: bước sang đầu thế kỷ XX, nước Nga vẫn còn là một nước quân chủ chuyên chế do Sa hoàng Nikolai II đứng đầu, có nền chính trị và kinh tế lạc hậu. Thế nhưng, Nga vẫn bước vào giai đoạn đế quốc chủ nghĩa. Vì vậy, Nga bấy giờ là một đế quốc quân phiệt, có những bản sắc riêng.
Điều này đã khiến cho mâu thuẫn trở nên thật phức tạp và gay gắt tại Nga:
- Mâu thuẫn giữa giai cấp tư sản với giai cấp vô sản,
- Mâu thuẫn giữa địa chủ, quý tộc và tư sản với nông dân,
- Mâu thuẫn giữa tư sản với phong kiến. Tuy nhiên, mâu thuẫn này không gay gắt: vì giai cấp tư sản Nga không có thế mạnh, để chống lại phong trào công nhân họ thường tìm cách hòa giải với triều đình Sa hoàng.[2]

Đảng Công nhân xã hội dân chủ Nga được thiết lập vào tháng 7 năm 1903, thông qua cương lĩnh, Đảng này khẳng định nhiệm vụ chủ yếu là làm cách mạng xã hội chủ nghĩa, đánh đổ chính quyền của bọn tư bản, thành lập chuyên chính vô sản. Nhiệm vụ trước mắt là đánh đổ chế độ Sa hoàng, thành lập nước cộng hoà, thi hành những cải cách dân chủ, giải quyết vấn đề ruộng đất cho nông dân.
Năm 1904, Sa hoàng đẩy nước Nga vào cuộc chiến tranh với Nhật Bản. Với thất bại của Nga trong chiến tranh Nga-Nhật (1904 - 1905), tình hình Nga trở nên khủng hoảng nghiêm trọng. Ở khắp nơi, người ta thực hiện những phong trào phản chiến. Tại thủ đô Sankt-Peterburg, Moskva và nhiều tỉnh, thành phố khác, nhiều cuộc biểu tình thị uy diễn ra, dưới sự lãnh đạo của Đảng Công nhân Xã hội Dân chủ Nga. Những sự kiện này đã châm ngòi lửa cho cuộc cách mạng năm 1905.

## Diễn biến

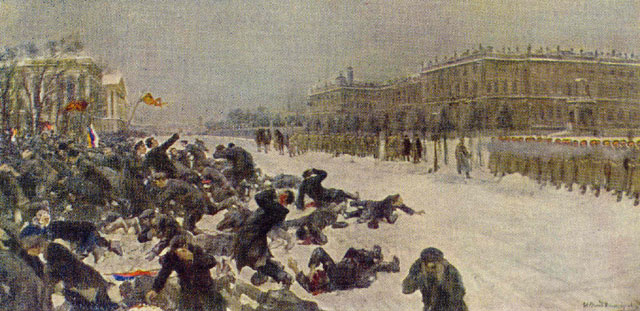
Thảm sát Chủ nhật đẫm máu tại thủ đô Sankt Peterburg.

Khởi đầu Cách mạng 1905 là sự kiện công nhân bị tàn sát dã man vào ngày 9 tháng 1 năm 1905, ngay tại thủ đô Sankt-Peterburg. Trong ngày này, cố đạo Gapone dẫn đầu đoàn biểu tình ôn hoà, trong đó có 30.000 công nhân tiến đến Cung điện Mùa Đông (cung điện của Nga hoàng). Đoàn biểu tình không mang vũ khí, lại còn cầm cờ xí, tượng thánh, hình ảnh hoàng đế, cố đạo Gapone cũng chỉ đệ trình một đơn thỉ nguyện cải cách chính trị và xã hội lên Nikolai II. Thế nhưng, hoàng đế Nikolai II hạ lệnh cho bắn vào quần chúng. Hậu quả là hơn 1.000 người thiệt mạng và 5.000 người bị thương. Sự kiện này - được gọi là vụ thảm sát "Ngày chủ nhật đẫm máu (1905)" - đã khiến nhân dân thủ đô Sankt-Peterburg căm phẫn.

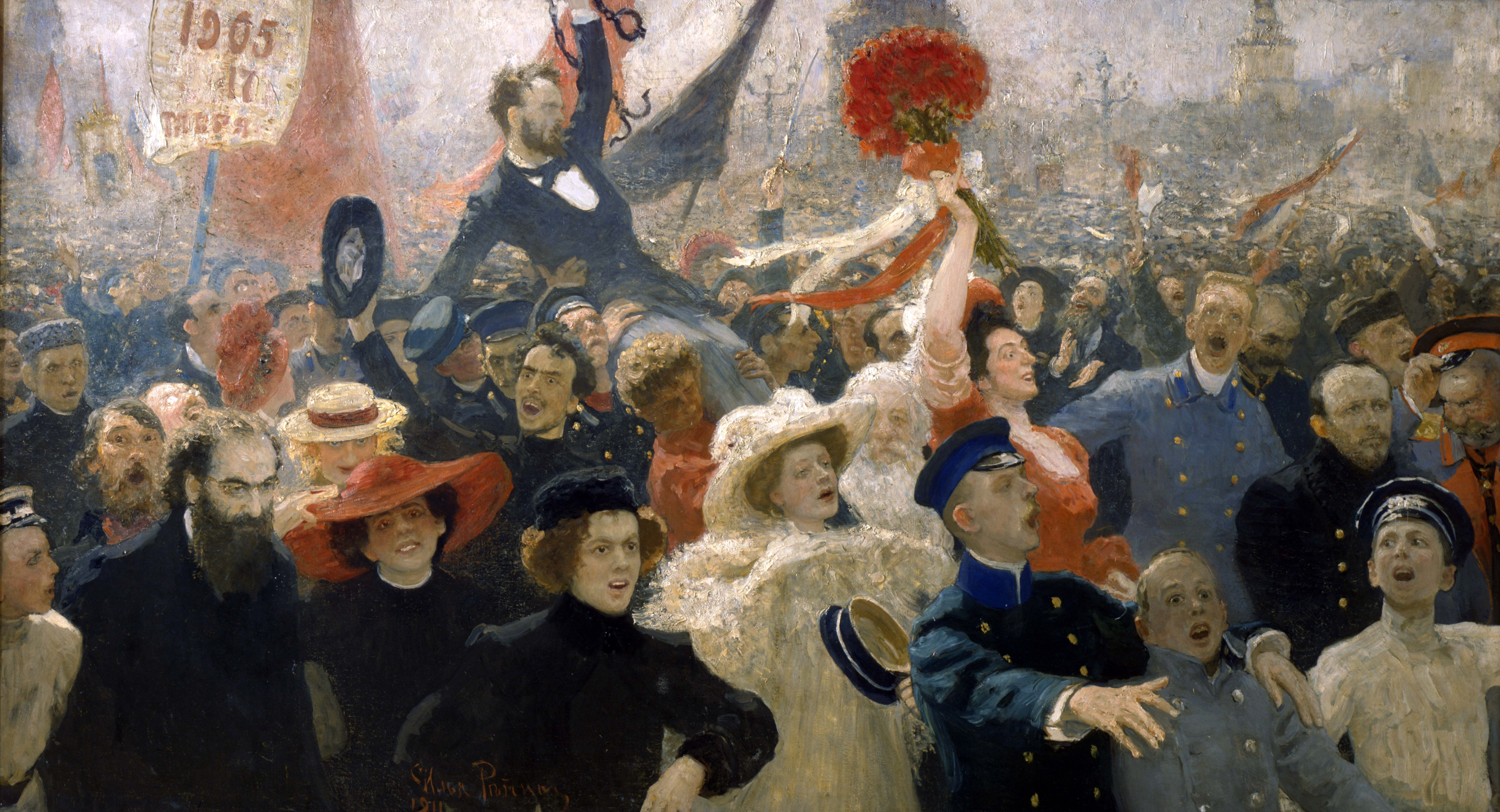
Ngày 17 tháng 10 năm 1905 qua nét vẽ của Ilya Repin.

Vụ thảm sát "Ngày chủ nhật đẫm máu" đã khiến cho phần lớn thợ thuyền không còn lòng tôn kính đối với chế độ Sa hoàng nữa. Sau đó, nhiều cuộc biểu tình, bãi công và binh biến của công dân và cả nông dân diễn ra. Những cuộc bãi công, biểu tình nói trên mang tính chính trị không nhỏ, dẫn đền việc công nhân Moskva và nhiều thành phố khác khởi nghĩa vũ trang vào tháng mười hai|tháng 12 năm 1905, đây là sự kiện đỉnh điểm của Cách mạng Nga (1905). Triều đình Sa hoàng đã cho quân đàn áp trong biển máu. Cùng năm đó, trên chiếc thiết giáp hạm "Pô-tem-kin", thủy thủ nổi dậy vào tháng sáu|tháng 6. Cuộc nổi dậy của thủy thủ tàu "Pô-tem-kin" được xem là cuộc đấu tranh đầu tiên của quân đội và hải quân. Đến tháng 11 năm 1905, tại Sevastopol, một cuộc nổi dậy lớn thủy thủ và binh sĩ bùng nổ. Phong trào này do Xô-viết với đại biểu là công nhân, thủy thủ và binh lính lãnh đạo.
Cách mạng thoái trào ngày năm 1907 và cuối cùng đã kết thúc vào ngày 19 tháng 12 năm 1907, theo lời kêu gọi Ban chấp hành Đảng bộ Bolshevik thành phố Moskva, cuộc chiến đấu có vũ trang chấm dứt để tránh tổn thất. Trong thời gian Cách mạng, các Xô Viết mà đại biểu là công nhân, nông dân và binh lính được hình thành.

### Sự trỗi dậy của chủ nghĩa khủng bố
Những năm 1904 và 1907 là giai đoạn suy yếu của các phong trào quần chúng, chẳng hạn như các cuộc bãi công và các cuộc biểu tình chính trị, nhưng cũng là giai đoạn trỗi dậy của chủ nghĩa khủng bố chính trị. Tổ chức Đấu tranh thuộc Đảng Xã hội Cách mạng Nga, Tổ chức đấu tranh thuộc Đảng Xã hội Ba Lan và những nhóm đấu tranh Bolshevik đã thực hiện nhiều vụ ám sát, nhằm vào các công chức và cảnh sát, và trộm cướp. Giữ năm 1906 và 1909 các nhà cách mạng đã tiêu diệt 7.293 người, trong số đó có 2.640 người là quan chức, và làm 8,061 người bị thương.
Những cái tên nổi bật đã bị ám sát của bao gồm:
- Dmitry Sipyagin – Bộ trưởng Quốc phòng. Bị giết ngày 2 tháng 4 năm 1902 ở Sankt-Peterburg.
- Nikolai Bobrikov – Quan Toàn quyền xứ Phần Lan. Bị giết ngày 17 tháng 6 năm 1904 ở Helsinki.
- Vyacheslav von Plehve – Bộ trưởng Nội vụ. Bị giết ngày 28 tháng 7 năm 1904 ở Sankt-Peterburg.
- Eliel Soisalon-Soininen – Pháp quan xứ Phần Lan. Bị giết ngày 6 tháng 2 năm 1905 ở Helsinki.
- Đại Công tước Sergei Aleksandrovich của Nga – Bị giết ngày 17 tháng 2 năm 1905 ở Moskva.
- Victor Sakharov – cựu Bộ trưởng Chiến tranh. Bị giết ngày 22 tháng 11 năm 1905.
- Đô Đốc Chukhnin – người chỉ huy Hạm đội Biển Đen. Bị giết ngày 11 tháng 7 năm 1906.
- Aleksey Ignatyev – Bá tước, cựu Thống đốc Kiev. Bị giết vào ngày 9 tháng 12 năm 1906.

## Ý nghĩa
Cách mạng Nga (1905) có ý nghĩa quan trọng trong lịch sử. Cuộc cách mạng này được xem là "cuộc tổng diễn tập lần thứ nhất" của Cách mạng Tháng Mười năm 1917 - chiến thắng của Xã hội chủ nghĩa trên toàn nước Nga.
Vladimir Ilyich Lenin đã nói:
| “             | Không có cuộc tổng diễn tập 1905 thì cũng không có thắng lợi của Cách mạng Tháng Mười Nga 1917 | ” |
| — V. I. Lenin |                                                                                                |   |

Ngày 6 tháng 8 năm 1905, hoàng đế Nikolai II ban bố "Tuyên ngôn và đạo luật về việc thành lập Đuma Quốc gia Nga". Năm 1906, Đuma Quốc gia Nga (Đuma thứ nhất) ra đời. Và, dù quyền lợi của địa chủ và tư sản bị Cách mạng (1905) đánh cho một đòn khốc liệt, nước Nga vẫn là một đế quốc quân chủ chuyên chế do hoàng đế Nikolai II đứng đầu. Chỉ sau 73 ngày thành lập, Đuma thứ nhất tan rã vì phê phán những chính sách của triều đình Sa hoàng quá dữ dội.
Trong tiểu thuyết "Quảng trường Cộng hoà" (1914), nhà văn nữ người Séc Marie Majerová mô tả tình trạng bất ổn định của Âu châu sau Cách mạng Nga (1905 - 1907). Theo Từ điển Bách khoa Toàn thư Việt Nam, tiểu thuyết này cũng "phê phán tư tưởng vô chính phủ và các phương pháp đấu tranh bằng khủng bố".